# Pompey (plaats)
Pompey is een gemeente in het Franse departement Meurthe-et-Moselle in de regio Grand Est. De plaats maakt deel uit van het arrondissement Nancy. Pompey telde op 1 januari 2022 4.815 inwoners.

## Geografie
De oppervlakte van Pompey bedroeg op 1 januari 2022 8,13 vierkante kilometer; de bevolkingsdichtheid was toen 592,3 inwoners per km².

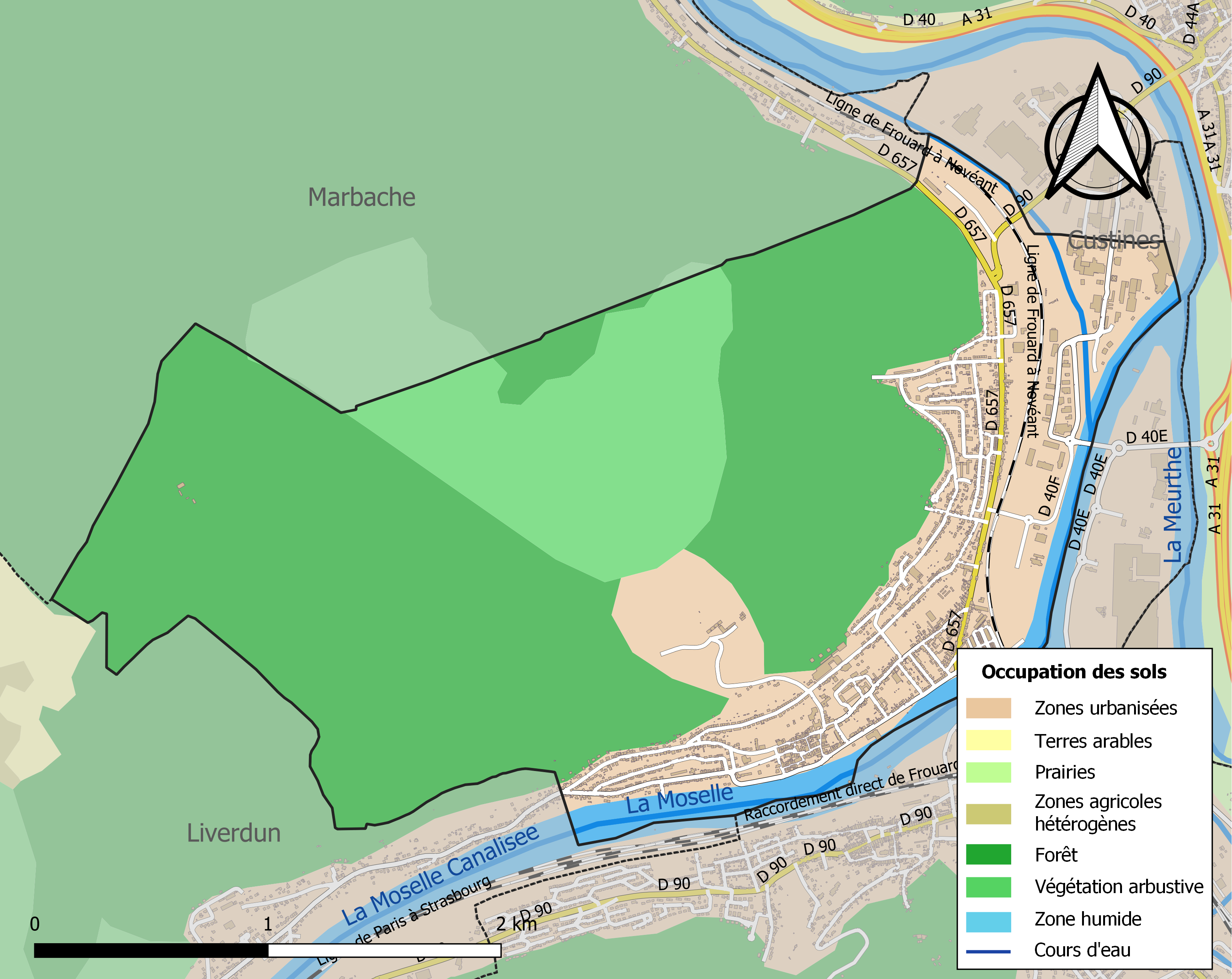
Kaart van de gemeente met de belangrijkste infrastructuur, bodemgebruik en omliggende gemeenten

## Demografie
De figuur toont het verloop van het inwonertal (bron: INSEE-tellingen).